# Ranieri Varese
Ranieri Varese (Ferrara, 9 febbraio 1941) è uno storico dell'arte italiano.

## Biografia
Figlio del critico letterario Claudio Varese, si laureò in storia dell’arte presso l'Università di Bologna nel 1965 e ottenne nel 1967 il diploma di perfezionamento in storia dell’arte presso la Scuola Normale Superiore di Pisa con Carlo Ludovico Ragghianti, di cui fu assistente dal 1965 al 1970. Dal 1970 al 1985 fu direttore dei civici musei d'arte antica di Ferrara. Diventò professore associato di storia dell'arte medievale e moderna nel 1985 presso l'Università di Urbino. Dal 1992 fu professore ordinario, prima presso l’Università di Urbino e poi presso l’Università di Ferrara. Dal 1994 al 2000 fu Direttore dell'Istituto di Storia dell'Arte ed Estetica presso l'Università di Urbino. Dal 2004 al 2009 fu direttore del Dipartimento di Scienze Storiche dell’università di Ferrara. Fu collocato fuori ruolo nel 2009.
Fondò la rivista Musei Ferraresi- Bollettino Annuale, che diresse dal 1971 al 1986. Dal 1966 fece parte del comitato di redazione della rivista Critica d'Arte, fondata da Carlo Ludovico Ragghianti, della quale fu Vicedirettore e responsabile del settore biblioteca. Ha diretto la collana Musei e Meraviglie d'Italia presso l'editore Calderini.
Collabora alle riviste "Arte Documento", "Artes", "Atti e Memorie dell'Arcadia", Belfagor, "Critica d'Arte", Il Ponte, Nuova Antologia, "Mitteilungen des Kunsthistorischen Institutes in Florenz", "Museologia", "Notizie da Palazzo Albani", "Nuova Civiltà delle Macchine", "L'Informazione bibliografica", "Schifanoia", "Studi Tassiani", "Studi Tizianeschi", "Studi Neoclassici", "Studi Veneziani".
È socio della Accademia Raffaello di Urbino, della Società di Studi Romagnoli, della Società di Storia della Miniatura, della Deputazione Ferrarese di Storia Patria.
È noto per i suoi studi su Palazzo Schifanoia, il Trecento ferrarese, Antonio Canova, Giovanni Santi, Lorenzo Costa e l'Arcadia del settecento. Ha seguito anche il lavoro di pittori contemporanei come Gianni Valieri, Giuseppe Viviani, Antonio Zancanaro. Ha pubblicato più di 190 tra articoli in rivista, saggi e monografie.

## Opere principali

### Monografie
- Lorenzo Costa, Milano, Silvana, 1967, vincitore Premio Massarosa, 1968
- Francesco Cavazzoni critico pittore, Firenze, Marchi, 1970
- Viviani catalogo delle opere, Pisa, Nistri Lischi, 1968
- Fioravanti scene della commedia umana, Bologna, Calderini, 1968
- Placchette e bronzi nelle Civiche Collezioni, Firenze, Centro Di, 1975
- Trecento ferrarese, Ferrara, Silvana - Cassa di Risparmio di Ferrara, 1976, SBN RAV0057386.
- Ferrara Palazzina Marfisa, Bologna, Calderini, 1980
- Il Palazzo di Schifanoia, Bologna, Specimen, 1980
- Guida ai Musei dell'Emilia Romagna, Milano, Electa, 1984
- Donazioni e Restauri, catalogo della mostra, Firenze, Centro Di, 1985
- Giuseppe Mazzolani pittore storico: le copie da Schifanoia, Firenze, Centro Di, 1989
- Giovanni Santi, Fiesole, Nardini 1995
- Canova. Le tre Grazie, Milano, Electa, 1997
- Materiali per lo studio della produzione a stampa nella Ferrara del XVIII secolo con postfazione di Maria Gioia Tavoni, Pendragon, 2022

### Saggi in rivista e volume
- Lorenzo Costa e il suo tempo nella storia della critica in Belfagor, XX 1965, n. 5
- Cultura figurativa a Ferrara agli inizi del XX secolo e le opere di Giacomo Bargellesi, in AA. VV., Cultura figurativa ferrarese tra XV e XVI secolo, Venezia, Corbo e Fiore, 1981
- La rappresentazione dei mesi nel palazzo di Schifanoia in Ferrara in M. Bertozzi, La tirannia degli astri, Bologna, Cappelli, 1985
- Un altro ritratto di Leon Battista Alberti, in Mitteilungen des Kunsthistorischen Institutes in Florenz, XXIX 1985, n. 1
- Gli affreschi di Schifanoia: Giuseppe Mazzolani o Francesco del Cossa?, in Critica d'Arte, 1987, n. 14
- L'Antirinascimento: un libro invisibile, in Arte Lombarda, 1994, nn. 3-4
- La 'reductio ad unum' e la costruzione degli errori, in Nuova Civiltà delle Machine, 1994, nn. 2-3
- Filippo De Pisis e la rappresentazione di Ferrara, in Critica d'Arte, 1999, n. 1
- Spiritualità e devozione: immagini a Ferrara, in Immagini dell'invisibile, Editore Diabasis, 2009
- Carlo Ludovico Ragghianti: una proposta critica per Antonio Canova, in Annali di Critica d'Arte, 2016
- Carlo Bononi 'giovine di ottimo costume, modesto e di molta espettazione', in Arte Documento, 2028, n. 34
- Il Bosco Parrasio a Ferrara, in Atti e Memorie dell'Arcadia, 2019, n. 8

### Curatele
- Atlante di Schifanoia, Modena, Panini, 1989
- Studi per Pietro Zampetti, Ancona, Lavoro Editoriale, 1993
- con Antonio Samaritani, L'aquila Bianca : studi Di Storia Estense per Luciano Chiappini, Ferrara, Corbo, 2000
- con Maria Teresa Leoni Zanobini e Maria Laura Cristiani Testi, Un Uomo Un Universo: Antologia Degli Scritti di Carlo Ludovico Ragghianti, Firenze, Le Lettere, 2000
- Il Passeggiere Disingannato. Guide Di Ferrara in Età Pontificia, Firenze, Le Lettere, 2019